# Uroleucon hieracioides
Uroleucon hieracioides är en insektsart. Uroleucon hieracioides ingår i släktet Uroleucon och familjen långrörsbladlöss. Inga underarter finns listade i Catalogue of Life.